# Туманная радуга
Тума́нная ра́дуга (бе́лая ра́дуга, тума́нная дуга́) — радуга, представляющая собой широкую блестящую белую дугу, обусловленную преломлением и рассеянием света в очень мелких капельках воды.
Она появляется при освещении солнечными лучами слабого тумана, состоящего из капелек радиусом около или меньше 25 мкм.
Внутренняя сторона белой радуги может быть немного окрашена в фиолетовый цвет, а внешняя — в оранжевый. Иногда белой радугой неверно называют лунную радугу.

## Механизм образования
Белая радуга образуется в результате рассеяния света на каплях воды, существенно меньших, чем те, что присутствуют в воздухе при образовании обычной радуги.
Исчезновение цветов при этом вызывается дифракцией света, влияние которой возрастает при уменьшении размеров капель.
Дифракция представляет собой явление, обусловленное волновой природой света. Одно из её проявлений состоит в том, что уменьшение поперечного сечения пучка света приводит к увеличению его расходимости, то есть пучок после уменьшения его сечения расширяется по мере дальнейшего распространения сильнее, чем пучок с исходным сечением.
Вызванное дифракцией увеличение угла, который образуют крайние лучи пучка друг с другом, называют дифракционной расходимостью {\displaystyle \Delta \varphi }. Она связана с длиной волны света {\displaystyle \lambda } и диаметром пучка {\displaystyle D} приближённым соотношением:
{\displaystyle \Delta \varphi \approx {\frac {\lambda }{D}},}
где {\displaystyle \Delta \varphi } выражается в радианах.
В нашем случае размер пучка {\displaystyle D} определятся той частью поверхности капли, которая отражает свет, формирующий радугу, и поэтому меньше диаметра капли.
Как видно из формулы, расходимость тем больше, чем больше длина волны света. Соответственно, дифракционные эффекты наиболее сильно сказываются на красном свете, а на фиолетовом — в наименьшей степени.
При больших размерах капель расходимость {\displaystyle \Delta \varphi } мала, и пучок света каждого цвета распространяется по своему направлению, не смешиваясь с пучками других цветов.
Уменьшение капель приводит к тому, что ситуация изменяется: расходящиеся пучки начинают смешиваться, и цвета радуги становятся менее выраженными (блеклыми). При дальнейшем уменьшении размеров капель перемешивание пучков становится полным, а свет, рассеянный каплями, — белым. Такое исчезновение цветов радуги происходит, когда размеры капель составляют 20-25 мкм. Кроме того, увеличение расходимости рассеянного света приводит и к возрастанию угловой ширины радуги: у туманной радуги она приблизительно в два раза больше, чем у обычной.
Таким образом, можно сказать, что если благодаря преломлению и дисперсии света в каплях воды происходит разделение белого света солнца на составляющие разного цвета, то из-за дифракции происходит противоположный процесс: соединение пучков света с различными цветами в один пучок белого цвета.